# Бежецкий уезд
Бе́жецкий уе́зд — уезд Тверского наместничества (с 1775 года), Тверской губернии (с 1796 года), существовал до 1929 года. Уездный город — Бежецк. Включил земли древней административной единицы — Бежецкого верха. После упразднения земли уезда вошли в состав Бежецкого округа Московской области.

## География

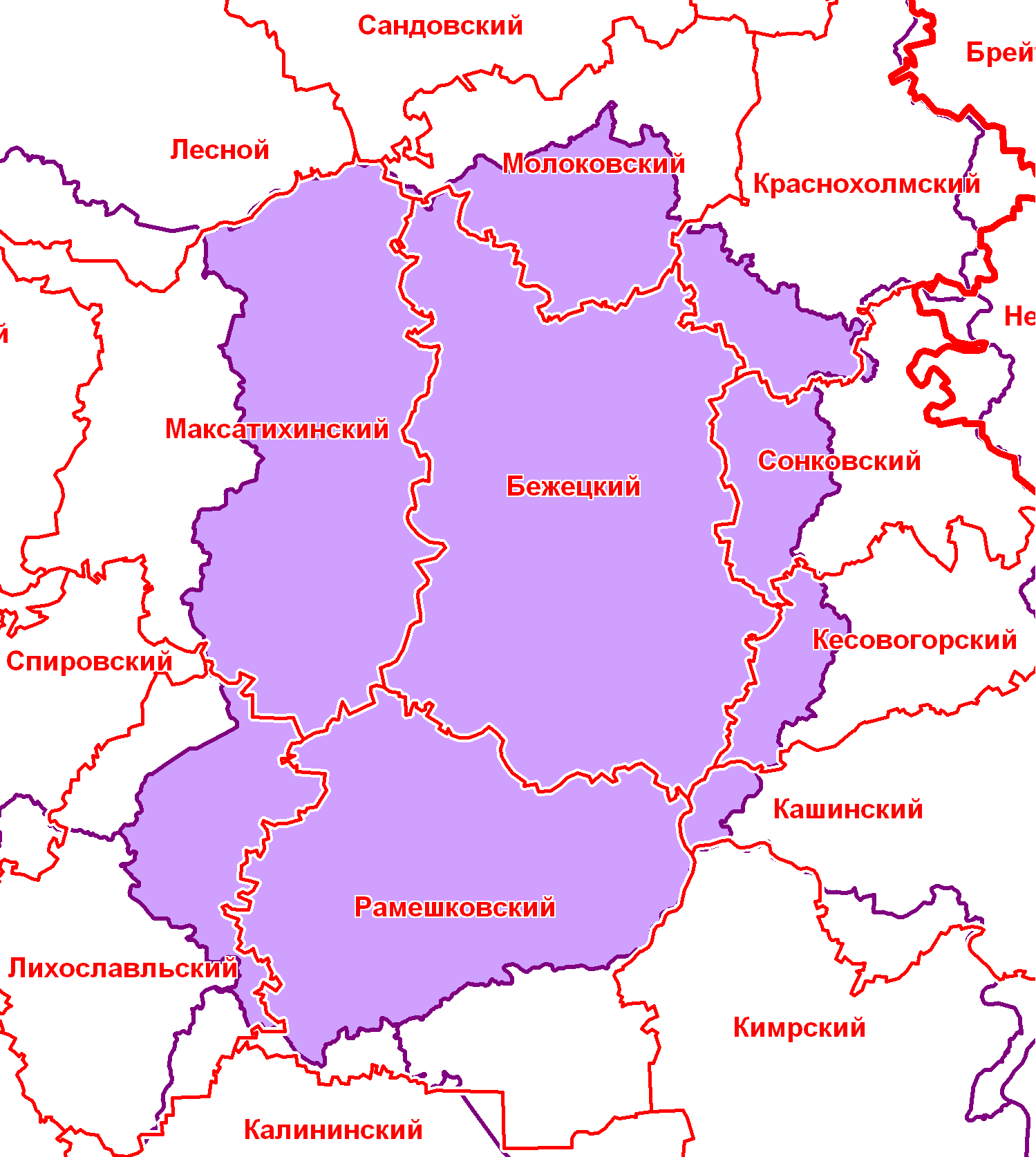
Бежецкий уезд в современной сетке районов

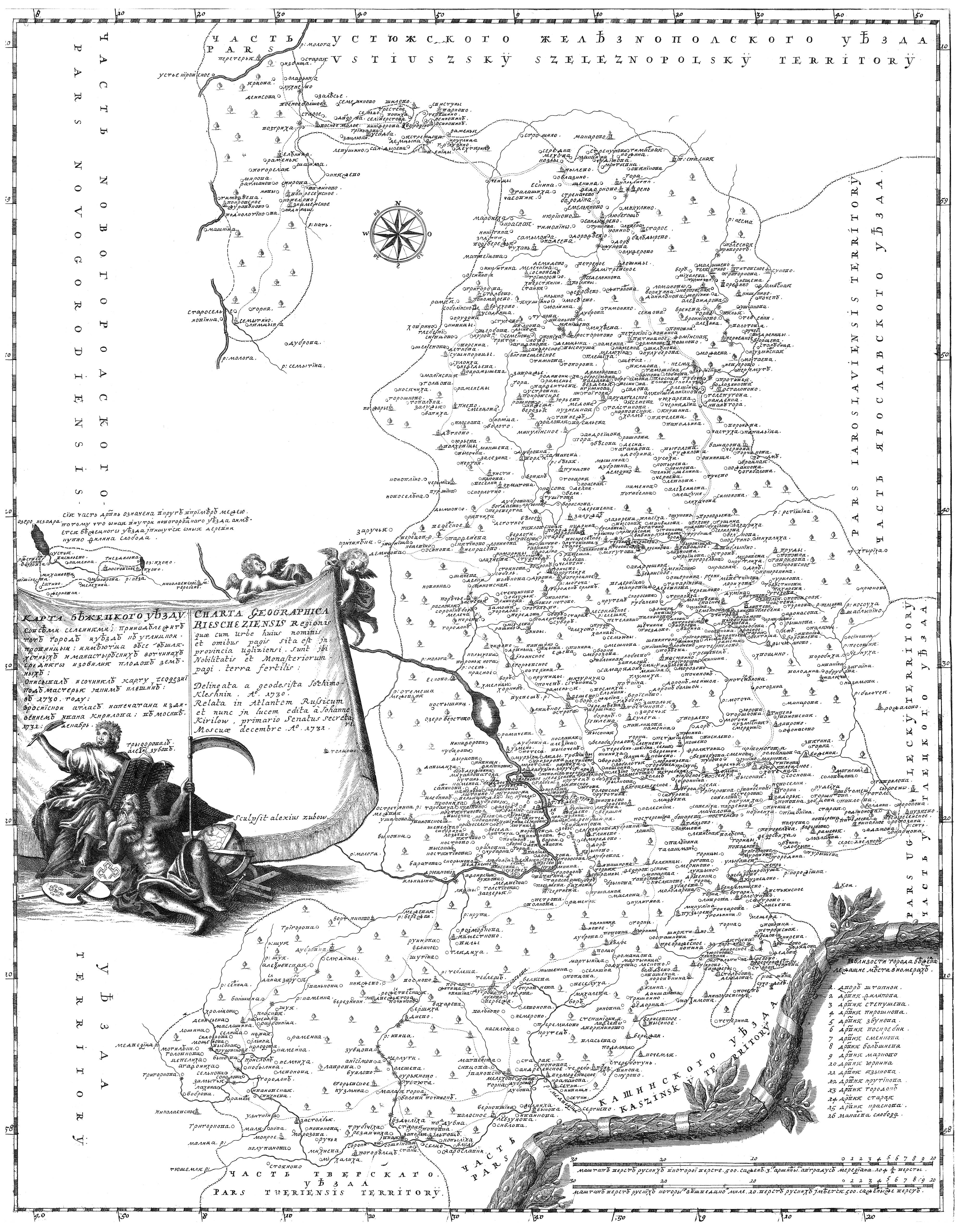
Бежецкий уезд. Атлас Всероссийской империи И. К. Кирилова. 1722—1737 гг.

Уезд занимал северо-восточную часть губернии. Площадь 8441,1 км². Рельеф холмистый, грунт холмов песчано-хрящеватый. Самые значительные крутости находятся у села Моркины Горы, деревни Гнездовой и села Константиновки, где называются Сергиевскими горами. В южной части уезда есть возвышенности, простирающиеся в виде лесистых холмов от села Воротилова до Тресны. Около города Бежецка и сел Есек, Чижово и Поречье простираются равнины. Почва в уезде песчаная и покрыта булыжниками (к границе Тверского уезда), в других местах суглинистая и только местами глинистая. Большая часть уезда орошается рекой Мологой и её притоками. Молога судоходна здесь только весной, и то для небольших лодок. Население, не считая Бежецка, составляло в 1863 году — 204,8 тыс. жителей, к концу XIX века — 229,5 тыс. жителей, в 1913 (с Бежецком) — 319 тыс. жителей. Уезд был самым населённым в губернии. Преобладающее население — великорусское, 19,7 % (47 тыс., 1897 год) — корелы, живут в основном в юго-западной части уезда. Основным занятием населения было хлебопашество. Промышленные предприятия уезда в конце XIX века: спичечная фабрика, 2 свечно-восковых завода, 1 стеклянный, 25 мукомолен, 2 маслобойни, 5 сыроварен и 3 винокуренных завода.

### Современное положение
В настоящее время территория Бежецкого уезда (в границах на 1917 год) входит в состав 9 районов Тверской области:
- Бежецкого района
- Максатихинского района
- Молоковского района
- Краснохолмского района
- Сонковского района
- Кесовогорского района
- Кашинского района
- Рамешковского района
- Лихославльского района

## История
Бежецкий Верх — волость Новгородской земли упоминается в Новгородской летописи 1137 года. Территория района тогда частично входила в Бежецкую пятину.
В 1766 году Бежецкий Верх, который был до этого на правах уезда в составе Углицкой провинции Московской губернии, был переименован в Бежецкий уезд. В 1775 году вошёл в состав вновь созданного Тверского наместничества, в 1776 году из северной части уезда образован Краснохолмский уезд. В 1796 году вошёл в состав Тверской губернии и к нему присоединили часть земель упразднённых Весьегонского и Краснохолмского уездов. В 1803 северо-восточная часть уезда вошла в восстановленный Весьегонский уезд. В таких границах уезд просуществовал до 1918 года, когда вновь возник Краснохолмский уезд (упразднен в 1924 году). В 1927 году к уезду присоединена часть земель упраздненного Кашинского уезда. В 1929 году Бежецкий уезд был упразднен, а его территория вошла в состав Бежецкого округа Московской области.

## Население
По переписи 1897 года население уезда составляло 247 952 чел., в 1926 году — 325 258 чел.
По национальности в 1897 году:
- русские — 80,8 %;
- карелы — 19,0 %.

## Населённые пункты
Крупнейшие населённые пункты по переписи 1897 года (чел.):
- г. Бежецк — 9450;
- с. Еськи — 1194;
- с. Чижово — 974;
- с. Старое Гвоздино — 855;
- с. Молоково — 778;
- с. Алабузино — 776;
- с. Микшино — 749;
- д. Прудово — 747;
- д. Дуброва — 738.

## Административное деление

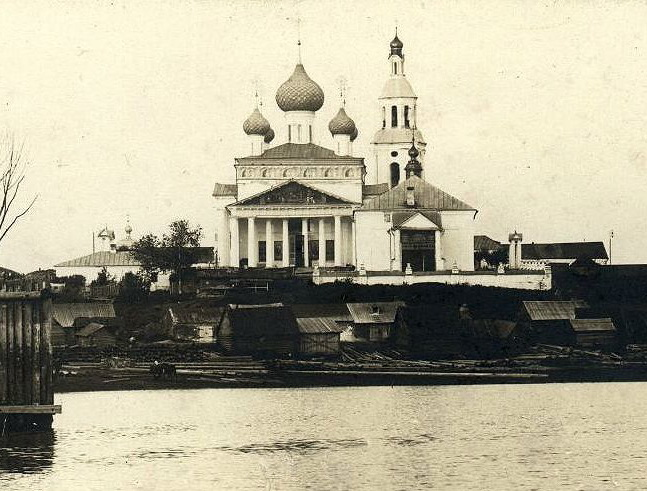
Административный центр уезда — город Бежецк. 1910 год

В 1890 году в состав уезда входило 30 волостей:
| № п/п | Волость          | Волостное правление | Число селений | Население |
| ----- | ---------------- | ------------------- | ------------- | --------- |
| 1     | Алёшинская       | д. Алёшино          | 39            | 5960      |
| 2     | Алешковская      | с. Молоково         | 72            | 9465      |
| 3     | Бокаревская      | д. Бокарево         | 43            | 8450      |
| 4     | Беляницкая       | с. Беляницы         | 38            | 6840      |
| 5     | Еськовская       | с. Еськи            | 5             | 2650      |
| 6     | Заклинская       | с. Заклинье         | 35            | 5900      |
| 7     | Замытская        | с. Замытье          | 37            | 10310     |
| 8     | Заручьевская     | д. Заручье          | 52            | 7350      |
| 9     | Застолбская      | с. Застолбье        | 37            | 5550      |
| 10    | Ивановская       | с. Ивановское       | 62            | 9445      |
| 11    | Ильгощинская     | с. Ильгощи          | 39            | 6830      |
| 12    | Княжевская       | с. Княжево          | 56            | 8640      |
| 13    | Константиновская | с. Константиново    | 38            | 4785      |
| 14    | Микшинская       | с. Микшино          | 34            | 5700      |
| 15    | Могочская        | д. Дор              | 15            | 4980      |
| 16    | Моркино-Горская  | с. Моркины Горы     | 26            | 4650      |
| 17    | Новская          | с. Градницы         | 51            | 8080      |
| 18    | Поречская        | с. Поречье          | 53            | 10100     |
| 19    | Радуховская      | д. Сутоки           | 54            | 9690      |
| 20    | Рыбинская        | ст. Максатиха       | 41            | 8490      |
| 21    | Селищенская      | д. Селищи           | 43            | 9175      |
| 22    | Скорыневская     | с. Скорынево        | 38            | 6365      |
| 23    | Сукроменская     | с. Сукромны         | 62            | 12010     |
| 24    | Сулежская        | д. Холмцы           | 36            | 6150      |
| 25    | Теблешская       | с. Теблеши          | 40            | 8630      |
| 26    | Толмачевская     | с. Толмачи          | 31            | 5750      |
| 27    | Трестенская      | с. Трестна          | 37            | 5490      |
| 28    | Филипковская     | д. Филипково        | 55            | 7875      |
| 29    | Чижовская        | с. Георгиевское     | 31            | 6690      |
| 30    | Яковлевская      | д. Яблонное         | 54            | 8250      |

В полицейском отношении в 1913 году уезд был разделён на четыре стана:
- 1-й стан, становая квартира ст. Максатиха.
- 2-й стан, становая квартира д. Плотники.
- 3-й стан, становая квартира г. Бежецк.
- 4-й стан, становая квартира с. Замытье.

После 1917 года число волостей увеличивалось. В течение 1918 года возникли: Алабузинская, Викторовская, Восновская, Георгиевская, Диевская, Добрынская, Дымцевская, Залазинская, Змиёвская, Киверичская, Кострецкая, Лесоклинская, Молоковская, Мотолошская, Никольская, Остреченская, Сабуровская, Селецкогорская, Юркинская (существование большинства из них утверждено постановлениями НКВД 10 — 15 января 1918 года и др.). В июне 1918 года Могочская, Молоковская волости были переданы в состав вновь образованного Краснохолмского уезда (утверждено постановлением НКВД от 10 января 1919 года).
В 1918 году местные власти приняли решение о передачи Застолбской, Никольской и Селищенской волостей в состав Тверского уезда (утверждено постановлением НКВД от 25 февраля — 3 июля 1920 года).
Таким образом, в период с 1918 года до начала 1922 года число волостей выросло до 44.
Постановлением НКВД от 2 марта 1922 года Микшинская волость передана в состав Тверского уезда.
В результате осуществления постановления Тверского губисполкома от 30 мая 1922 года были укрупнены: Алешковская, Беляницкая, Бокаревская, Георгиевская, Заклинская, Заручьевская, Ивановская, Константиновская, Моркиногорская, Рыбинская, Сукроменская, Теблешская, Яковлевская волости. Была создана Бежецкая волость. Незначительно изменён состав Еськовской, Радуховской и Филипковской волостей за счёт передачи селений в другие волости уезда. Скорыпневская, Поречкая, Сулежская и Трестенская волости остались без изменений. Всего в уезде осталась 21 волость.
Постановлением президиума ВЦИК от 3 марта 1924 года Краснохолмский был упразднён и 11 из 12 его волостей были включены в Бежецкий уезд (Мартыновская волость отошла в Весьегонский уезд).
Постановлением президиума ВЦИК от 20 марта 1924 года и Тверского губисполкома от 28 марта 1924 года произведено укрупнение волостей, в результате чего Антоновская, Делединская, Молоковская, Чистинская и Юрьевская волости бывшего Краснохолмского и Алешковская волость Бежецкого уездов объединялись в Молоковскую волость, а Могочкая, Поповская, Путиловская, Прудская, Рачевская и Хабоцкая волости бывшего Краснохолмского уезда образовали новую Краснохолмскую волость; Заручьевская волость была укрупнена за счёт селений Раевской, Михайловской и Макаровской волостей Вышневолоцкого уезда и Топалковской волости Весьегонского уезда. Рыбинская волость была преобразована в Максатихинскую. Восстановлены были в новых границах ликвидированные в 1922 году Киверичская и Юркинская волости, укрупнены существовавшие ранее Бежецкая, Моркиногородская, Поречская, Сулежская и Трестенская волости.
Таким образом, в 1924 году, после укрупнения волостей, осталось 11: Бежецкая, Заручьевская, Киверичская, Краснохолмская, Моркиногорская, Поречская, Сулежская, Трестенская, Молоковская, Максатихинская и Юркинская.
Циркуляром Тверского губисполкома от 15 октября 1927 года в состав уезда были включены Кесовская, Койская и Сонковская волости Кашинского уезда в связи с ликвидацией последнего.
В 1927 года село Гузеево возвращено из Заручьевской волости Бежецкого уезда в Топалковскую волость Весьегонского уезда.
В 1927 году в уезде было 14 волостей: Бежецкая, Заручьевская, Кесрвская, Киверичская, Койская, Краснохолмская, Максатихинская, Молоковская, Моркиногорская, Поречская, Сонковская, Сулежская, Трестенская, Юркинская.

## Известные уроженцы
- Григорий Григорьевич Орлов (1734—1783) — русский военный и государственный деятель, фаворит императрицы Екатерины II.
- Алексей Григорьевич Орлов-Чесменский (1737—1808) — русский военный и государственный деятель, генерал-аншеф.
- Пётр Александрович Плетнёв (1791—1866) — известный литературный критик.
- Михаил Иванович Хилков (1834—1909) — министр путей сообщения.
- Борис Владимирович Штюрмер (1848—1917) — Председатель Совета министров Российской Империи.
- Василий Васильевич Латышев (1855—1921) — русский филолог, эпиграфист и историк.
- Вячеслав Яковлевич Шишков (1873—1945) — русский советский писатель.
- Александр Фёдорович Горкин (1897—1988) — советский государственный деятель.
- Алексей Петрович Иванов (1904—1982) — советский оперный певец.
- Геннадий Иванович Воронов (1910—1994) — советский государственный и партийный деятель, Председатель Совета Министров РСФСР (1962—1971).
- Михаил Григорьевич Григорьев (1917—1981) — советский военачальник.